# 작업 보기
작업 보기(Task View)는 윈도우 10에 도입된 작업 전환기 및 가상 데스크톱 시스템으로 윈도우 10의 첫 번째 새로운 기능 중 하나이다. 작업 보기를 사용하면 사용자는 열려 있는 창을 빠르게 찾고, 모든 창을 빠르게 숨기고 바탕 화면을 표시하고, 여러 모니터 또는 가상 데스크톱에 걸쳐 창을 관리할 수 있다. 작업 표시줄의 작업 보기 버튼을 클릭하거나 화면 왼쪽에서 스와이프하면 열려 있는 모든 창이 표시되고 사용자는 창 사이를 전환하거나 여러 작업 공간 사이를 전환할 수 있다. 2014년 9월 30일 샌프란시스코 시내에서 열린 윈도우 10 언론 행사에서 처음으로 공개되었다. 각 바탕 화면에 서로 다른 배경 화면을 제공하는 기능을 지원하는 새롭게 디자인된 작업 보기가 윈도우 11에 도입되었다.

## 같이 보기
- 주밍 사용자 인터페이스